# Compsothespis cinnabarina
Compsothespis cinnabarina es una especie de mantis de la familia Mantidae.

## Distribución geográfica
Se encuentra en Transvaal y Natal (Sudáfrica).